# Class Based Queueing
Class Based Queueing, CBQ – algorytm kolejkowania pakietów oparty na klasach kolejek. Umożliwia wydzielanie pasma dla komputerów w sieci lokalnej, tak aby każda ustalona klasa pakietów miała zagwarantowaną szerokość pasma.